# Agrotis terranea
Agrotis terranea är en fjärilsart som beskrevs av Freyer 1827. Agrotis terranea ingår i släktet Agrotis och familjen nattflyn. Inga underarter finns listade i Catalogue of Life.